# Řád za sportovní zásluhy (Madagaskar)
Řád za sportovní zásluhy (francouzsky: Ordre du Merite Sportif) je státní vyznamenání Madagaskarské republiky. Založen byl roku 1960 a udílen je za sportovní zásluhy.

## Historie a pravidla udílení
Řád byl založen 26. února 1960 po vzoru francouzského Řádu za sportovní zásluhy. Udílen je za zásluhy o sport a také úspěšným sportovcům.

## Třídy
Řád je udílen ve třech řádných třídách:
- komtur – Řádový odznak se nosí na stuze kolem krku.
- důstojník – Řádový odznak se nosí na stuze s rozetou nalevo na hrudi.
- rytíř – Řádový odznak se nosí na stuze bez rozety nalevo na hrudi.

## Insignie
Řádový odznak má tvar zlaté stylizované pochodně obklopené třemi zlatými prstenci. Na pochodni je barevně smaltovaný štít v podobě madagaskarské vlajky se zlatými písmeny RM a nápisem MERITE SPORTIF.